# Viettesia incerta
Viettesia incerta là một loài bướm đêm thuộc phân họ Arctiinae, họ Erebidae.